# Eyes Wide Open
 Az Eyes Wide Open Sabrina Carpenter amerikai színész- és énekesnő debütáló stúdióalbuma, amely a Hollywood Records kiadásában jelent meg 2015. november 30-án.

## Számlista
| 1.    | Eyes Wide Open                | Jerrod Bettis Meghan Kabir Audra Mae                       | 3:12 |
| 2.    | Can't Blame a Girl for Trying | Al Anderson Chris Gelbuda Meghan Trainor                   | 2:51 |
| 3.    | The Middle of Starting Over   | Jim McGorman Michelle Moyer Robb Vallier                   | 3:33 |
| 4.    | We'll Be the Stars            | Steven Solomon Miller Skyler Stonestreet Cameron Walker    | 3:08 |
| 5.    | Two Young Hearts              | Ben Berger Mae Ryan McMahon                                | 3:54 |
| 6.    | Your Love's Like              | Phillip Bentley Sabrina Carpenter Lindsey Lee Matt Tishler | 3:29 |
| 7.    | Too Young                     | Carpenter Jon Ingoldsby                                    | 4:14 |
| 8.    | Seamless                      | Carpenter Chelsea Lena Jon Levine                          | 3:08 |
| 9.    | Right Now                     | Carpenter Jordan Higgens Lindsay Rush                      | 3:37 |
| 10.   | Darling I'm a Mess            | Lily Harrington Trainor                                    | 2:59 |
| 11.   | White Flag                    | Scott Harris Cara Salimando Matt Squire                    | 3:19 |
| 12.   | Best Thing I Got              | Julie Frost John Gordon                                    | 3:21 |
| 40:45 |                               |                                                            |      |